# Vătafu-Lunghuleț
 Vătafu-Lunghuleț  ist ein Schutzgebiet in Natur- und Landschaftsschutz der IUCN-Kategorie IV Biotop- und Artenschutzgebiet (Vogelschutzgebiet) im Nationalpark Biosphärenreservat Donaudelta. Es befindet sich auf dem Areal der Stadt  Sulina, im Kreis Tulcea, in Rumänien.

## Beschreibung
Durch das Gesetz Nummer 5 vom 6. März 2000 sowie durch den Gerichtsbeschluss Nummer 2.151 vom 30. November 2004 wurde Vătafu-Lunghuleț zum Naturschutzgebiet von nationaler Bedeutung ausgewiesen. Als Teil des Nationalparks Biosphärenreservat Donaudelta gehört das Schutzgebiet Vătafu-Lunghuleț zum Weltnaturerbe der UNESCO.
Das Schutzgebiet Vătafu-Lunghuleț liegt im Osten des Donaudeltas, unweit der Mündung des Chiliaarmes ins Schwarze Meer, auf dem Areal der Stadt Sulina. Es wurde im Jahr 2000 unter Naturschutz gestellt und gehört dem Seenkomplex Roșu-Puiu an.
Es hat eine Ausdehnung von 16,25 km² und wurde zum Erhalt der vielfältigen Ökosysteme (steile Ufer, kleine Seen, Feuchtgebiete, schwimmende und feste Schilfinseln, Dünen) zur Schutzzone erklärt.

## Fauna
Das Schutzgebiet Vătafu-Lunghuleț bietet zahlreichen Zugvögeln Nahrung und eine Brutstätte: Zwergdommel  (Ixobrychus minutus), Zwergscharbe  (Phalacrocorax pygmeus), Graureiher  (Ardea cinerea), Purpurreiher  (Ardea purpurea), Rallenreiher  (Ardeola ralloides) und Seidenreiher  (Egretta garzetta). 
Der Seenkomplex, dem die Seen Iacoib, Porcu, Porculeț, Lunghuleț angehören, bietet Fischen einen geeigneten Lebensraum: Karausche  (Carassius carassius) und Schleie  (Tinca tinca).